# Kozmadombja
Kozmadombja è un comune dell'Ungheria di 52 abitanti (dati 2001). È situato nella contea di Zala.